# Селарджус
Селарджус (итал. Selargius) — коммуна в Италии, располагается в регионе Сардиния, подчиняется административному центру Кальяри.
Население составляет 28 548 человек (на 2004 г.), плотность населения составляет 1027,33 чел./км². Занимает площадь 26,71 км². Почтовый индекс — 9047. Телефонный код — 070.
Покровителем коммуны почитается святой Луксорий, празднование 15 августа.

## Достопримечательности
- Церковь святого Иулина - освящена в честь святого Иулиана из Кальяри.